# Дюпра, Антуан
Антуан Дюпра́ (фр. Antoine Duprat; 17 января 1463 года, Иссуар — 9 июля 1535 года, Нантуйе) — воспитатель при Франциске I, Канцлер Франции и французский кардинал.

## Карьера
Ещё при Людовике XII пользовался политическим влиянием и был в 1507 г. первым президентом парижского парламента, когда Луиза Савойская поручила ему воспитание своего сына, будущего короля Франциска I. При вступлении на престол (1515) последний сделал Дюпра своим канцлером.
Дюпра вёл в Болонье переговоры с папой Львом Х об отмене прагматической санкции и заключил с папой конкордат 1516 года
Это в связи с большими налогами, которыми Дюпра старался покрыть громадные военные расходы, доставило ему много врагов; тем не менее до конца жизни он пользовался расположением короля и его матери и все время сохранял огромное влияние на политику Франции. Во время отсутствия короля и его плена в 1526—27 г. Дюпра, вместе с Луизой Савойской, стоял во главе регентства.
Овдовев в 1517 году, Дюпра вступил в духовное звание, был назначен архиепископом Санса, а в 1527 году получил кардинальскую шапку. В 1528 году в парижской резиденции Санских архиепископов, отеле де Санс, кардинал Дюпра устроил епископский собор, который по его настоянию осудил учение Лютера. Впоследствии, издал строжайшие эдикты против приверженцев Реформации. В 1534 году тщетно добивался папской тиары.